# Bresilia atlantica
Bresilia atlantica is een garnalensoort uit de familie van de Bresiliidae. De wetenschappelijke naam van de soort is voor het eerst geldig gepubliceerd in 1896 door Calman.